# Disulfuro de molibdeno
El disulfuro de molibdeno es un compuesto químico inorgánico con la fórmula química  MoS2. Pertenece a la familia de los TMDs (del inglés: Transition Metal Dichalcogenides), y es el más estudiado seguido de WS2  y MoSe2
Este compuesto cristalino de azufre y molibdeno se da de manera natural como el mineral molibdenita. Es el mineral principal del cual se extrae el molibdeno metálico. El MoS2 es relativamente no reactivo, y no es afectado por ácidos diluidos ni por el oxígeno. En su apariencia y tacto, el disulfuro de molibdeno es similar al grafito. De hecho, al igual que el grafito, es ampliamente utilizado como un lubricante sólido debido a sus propiedades de baja fricción y solidez.
Existen diferentes alótropos de este material. Octahédrica, hexagonal y tetrahedrica. Tiene un carácter anisotrópico y recientemente se están investigando sus propiedades.  Al igual que el grafito, los cristales de MoS2  se pueden exfoliar obteniendo el homólogo al grafeno, monocapas o oligocapas de este material. Es decir, un material bi-dimentsional de un grosor de tan solo 3 átomos, (0.6 nm). Las propiedades de estos materiales 2D son completamente diferentes. Pueden tener carácter de semiconductor a metálico. Es un material estable ligero y rígido. Una sola monocapa de MoS2 puede absorber más del 5% de toda la luz dentro del espectro visible. La fase semiconductora tiene un ban gap de 1.8 eV con una alta fluorescencia.  Tiene una alta capacidad para transferir electrones. Por todo ello, estos materiales prometen ser de gran relevancia en nanotecnología y en conversión energética, por ejemplo, en energía solar como parte de la siguiente generación de células fotovoltaicas.

## Historia
El disulfuro de molibdeno ha sido llamado "plumbago" (relacionado con plumbum, plomo) y "molibdena" en la Grecia y Roma antigua. El compuesto también puede estar presente en las escorias del fundido de cobre. Dioscórides escribió sobre "molubdaina" y varias formas de "molubdos". Sin embargo "plumbago" significaba "grafito", un material con el que puede ser confundido, y "molibdena" podía significar además de grafito algunas sales y minerales de plomo.

## Producción

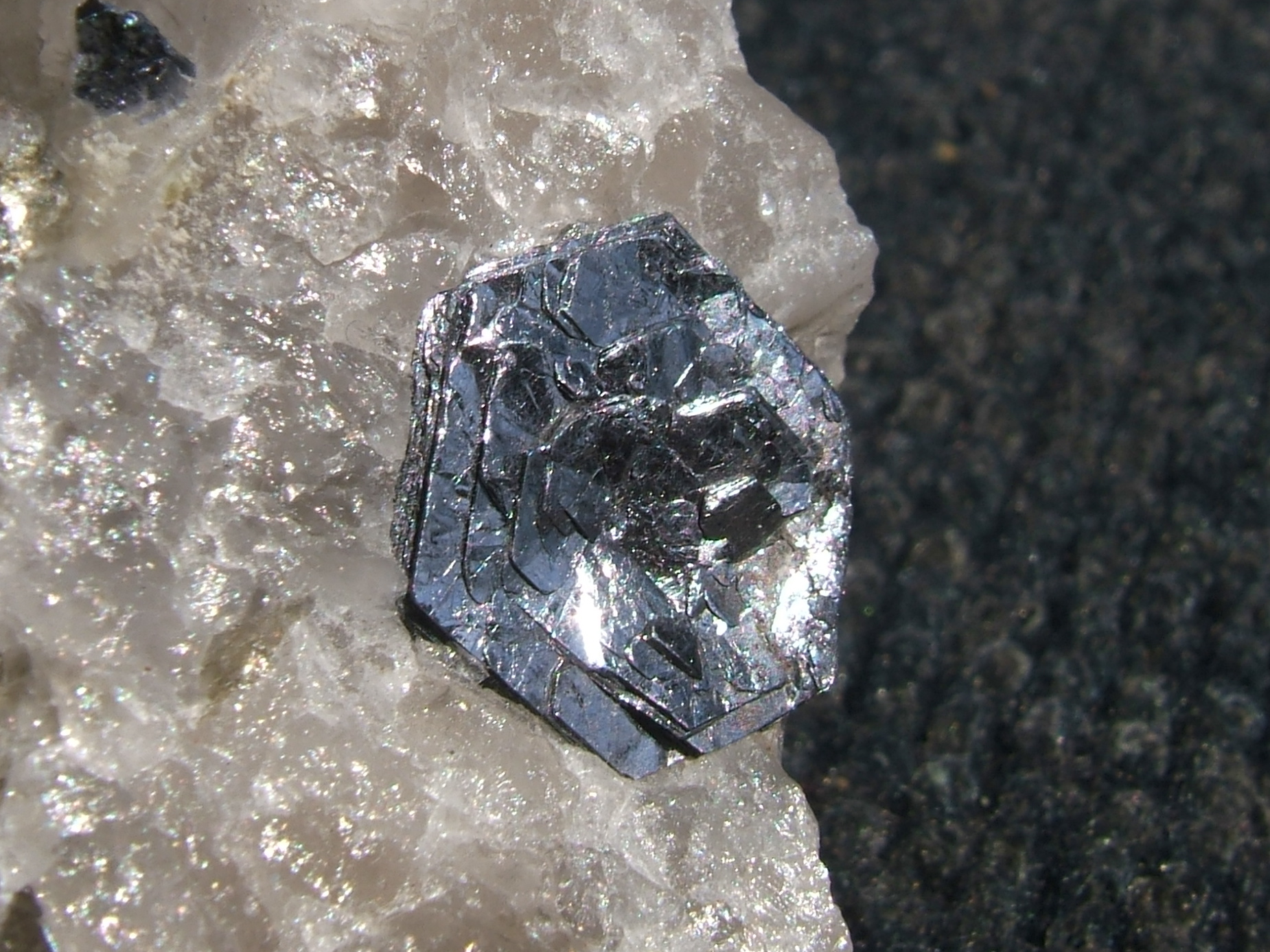
Molibdenita.

El mineral de molibdenita es procesado por flotación para dar MoS2 relativamente puro, siendo carbono el principal contaminante. El MoS2 también surge por el tratamiento térmico de virtualmente todos los compuestos de molibdeno con sulfuro de hidrógeno. La variante amorfa natural es conocida como el mineral raro jordisita.
La molibdenita (MoS2) es el mineral principal del cual se extrae el molibdeno metálico.

## Estructura y propiedades físicas
En el MoS2, cada centro de Mo(IV) ocupa una esfera de coordinación prismática trigonal, estando enlazados a seis ligandos sulfuro. Cada centro de azufre es piramidal, y está conectado a tres centros de molibdeno. De este modo, los prismas trigonales están interconectados para dar una estructura en capas, en donde los átomos de molibdeno están intercalados entre capas de átomos de azufre. Debido a débiles interacciones de Van der Waals entre las hojas de átomos de azufre, el MoS2 tiene un bajo coeficiente de fricción, lo que resulta en sus propiedades lubricantes. Otros materiales inorgánicos en capas que exhiben propiedades lubricantes (conocidos colectivamente como lubricantes sólidos o lubricantes secos) incluyen al grafito, que requiere de aditivos volátiles, y nitruro de boro hexagonal.
El MoS2 a granel es diamagnético, con una banda prohibida indirecta semiconductora similar al silicio, con una barrera de 1.2 eV. Debido a su estructura anisotrópica, exhibe conductividad anisotrópica. Ha sido a veces investigado como un componente de aplicaciones fotoelectroquímicas (por ejemplo para la producción de hidrógeno fotocatalítica) y más recientemente para aplicaciones microelectrónicas. Las monocapas pueden tener carácter metálico o semiconductor. El carácter metálico, se puede obtener  por la exfoliación con un fuerte reductor cómo el BuLi. Por otra parte, la fase semiconductora, obtenida por la exfoliación con super ácidos o en disolventes orgánicos han probado tener propiedades que difieren del conjunto, incluyendo una banda electrónica prohibida directa de 1.8 eV.
Han sido preparadas moléculas en forma de nanotubo y buckybola compuestas de MoS2 y mostraron que presentan una tribología inusual y propiedades electrónicas.

## Reacciones químicas
El disulfuro de molibdeno es estable en el aire (consistente con su existencia como mineral común) y oxígeno en condiciones normales, pero reacciona con oxígeno bajo calentamiento formando trióxido de molibdeno:
2 MoS2 + 9 O2 → 2 MoO3 + 4 SO3
El cloro ataca al disulfuro de molibdeno a temperaturas elevadas para formar pentacloruro de molibdeno:
2 MoS2 + 7 Cl2 → 2 MoCl5 + 2 S2Cl2
El MoS2 reacciona con alquil litio bajo condiciones controladas para formar compuestos de intercalación LixMoS2. Con n-butil-litio, el producto es LiMoS2.

## Aplicaciones

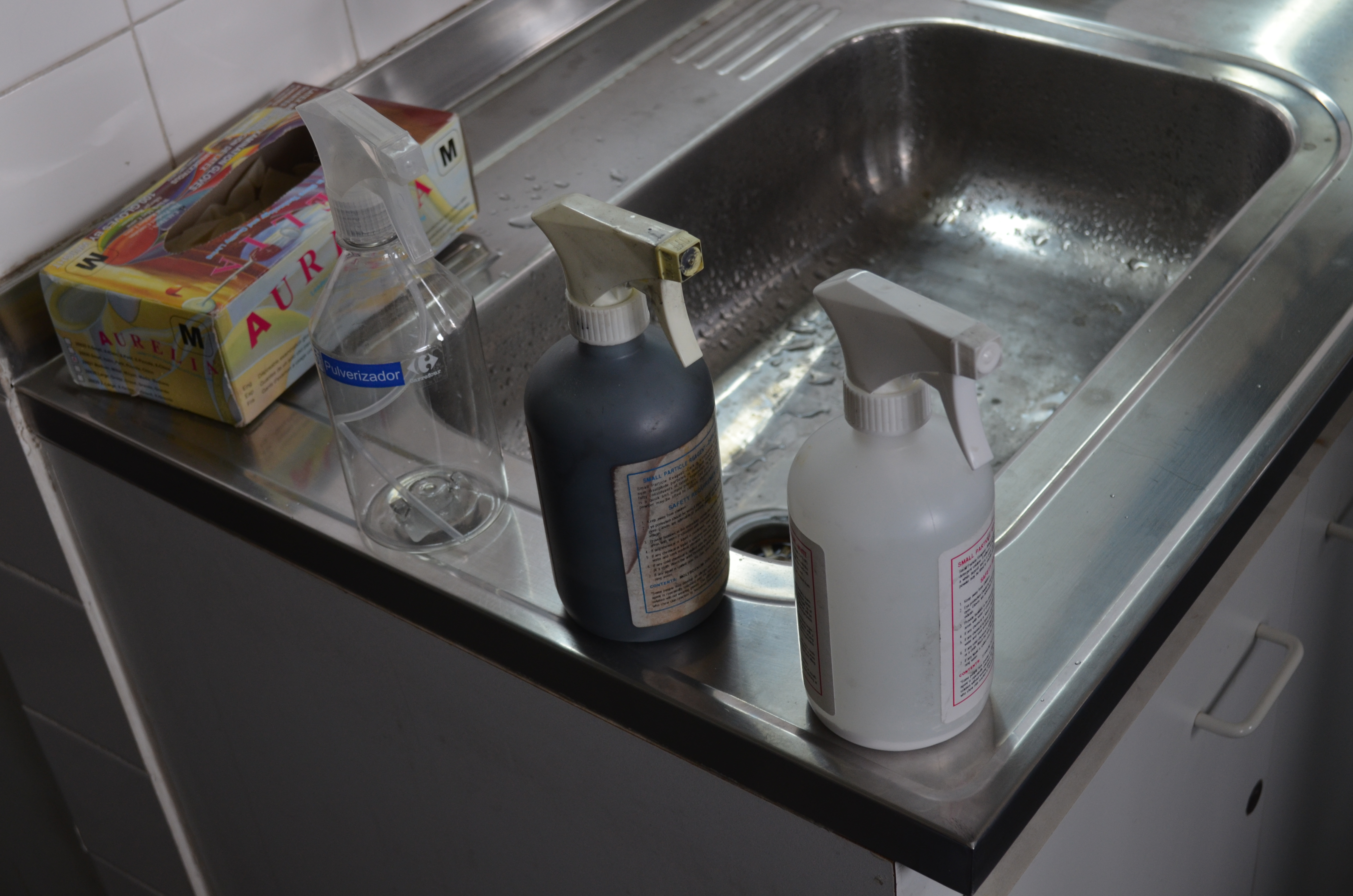
Suspensión de disulfuro de molibdeno en color blanco y negro

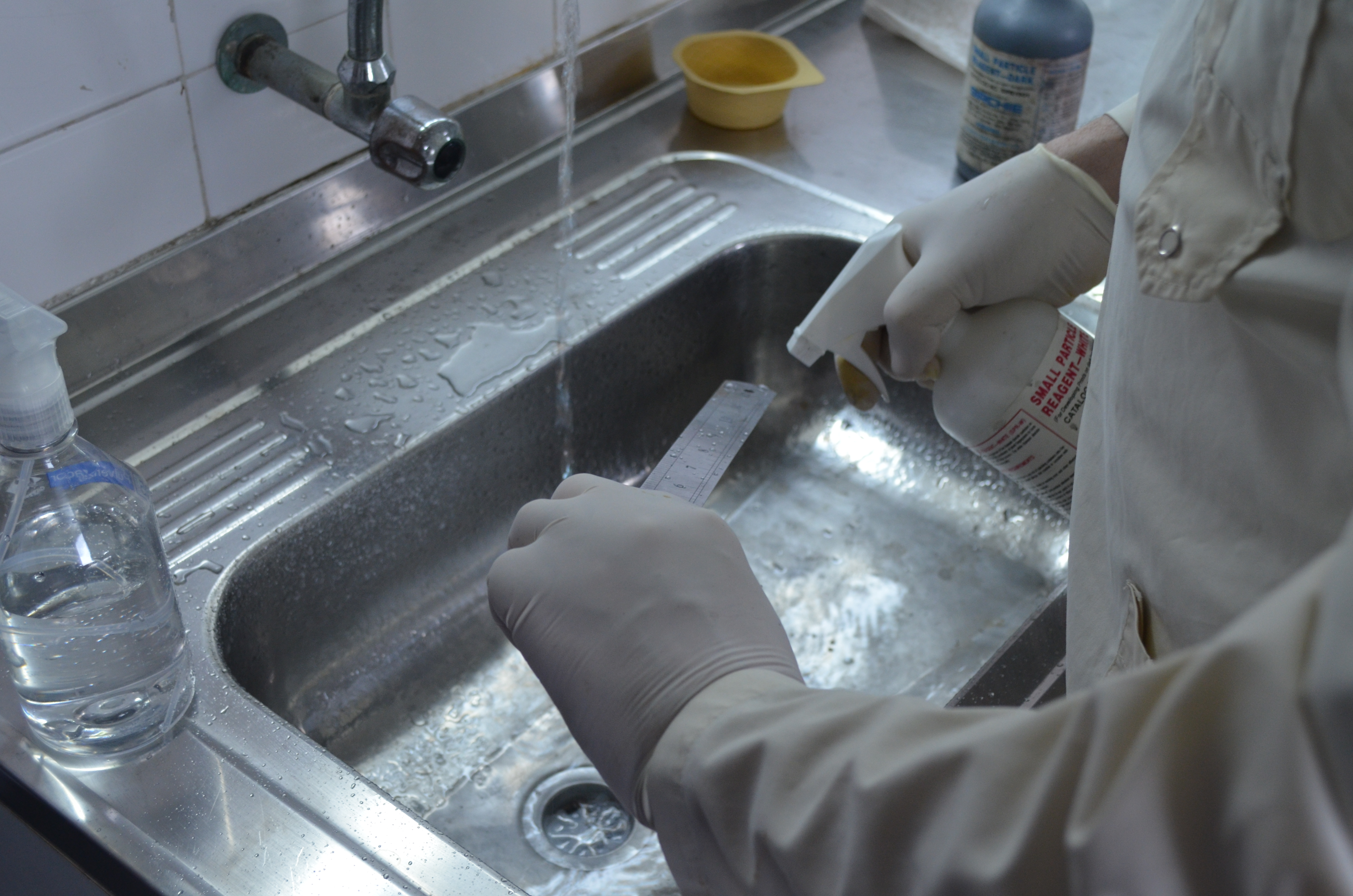
Revelado de huellas dactilares latentes usando disulfuro de molibdeno

### Lubricante
El MoS2 con tamaños de partícula en el rango de 1–100 µm es un común lubricante seco. Puede conferir alta lubricidad y estabilidad hasta los 350 °C en ambientes oxidantes. Pruebas de fricción de deslizamiento del MoS2 usando un tribómetro con cargas bajas (0.1–2 N) dan valores de coeficiente de fricción de <0.1.
Se usa a veces como un componente en mezclas y materiales compuestos donde se busca una baja fricción. Una variedad de aceites y grasas son usados, debido a que retienen su lubricidad incluso en casos de una pérdida casi completa de aceite, y encuentran así un uso en aplicaciones críticas tales como motores de aviones. Cuando es añadido a plásticos, el MoS2 forma un material compuesto con resistencia mejorada así como con fricción reducida. Los polímeros que han sido llenados con MoS2 incluyen al nailon (con el nombre comercial Nylatron), teflón, y vespel. Han sido desarrolladas cubiertas de materiales compuestos auto-lubricantes para aplicaciones de altas temperaturas consistentes en disulfuro de molibdeno y nitruro de titanio mediante deposición química de vapor.
Ejemplos de algunas aplicaciones diversas de lubricantes basados en MoS2 incluyen motores de dos tiempos (por ejemplo, motores de motocicletas), frenos de pedal de bicicletas, juntas homocinéticas y universales automotrices, ceras de esquís, e incluso en algunas balas.

### Refinación del petróleo
El MoS2 es empleado como un catalizador para la desulfuración en refinerías de petróleo; por ejemplo, la hidrodesulfuración. La efectividad de los catalizadores de MoS2 es mejorada por dopaje con pequeñas cantidades de cobalto o níquel y la mezcla íntima es soportada en alúmina. Tales catalizadores son generados in situ al tratar alúmina impregnada con molibdato/cobalto o níquel con H2S o un reactivo equivalente.

### Electrónica
Pueden ser producidas hojas de MoS2 usando deposición química de vapor. A diferencia del grafeno, el MoS2 tiene una banda prohibida, esencial para hacer transistores. Ha sido descrito un transistor interruptor basado en MoS2 de monocapa y multicapa.

### Líneas de investigación
Los nanotubos y moléculas tipo buckybola compuestos de MoS2 exhiben tribología y propiedades electrónicas inusuales. Los dicalcogenuros metálicos forman nanocristales bidimensionales extendidos en capas de un espesor de 0.7 nanómetros o aproximadamente el ancho de tres o cuatro átomos.

## Oligo y Monocapas de MoS2

### Obtención de la fase metálica
Se obtuvo por primera vez a mediados de los años 80 por los científicos Frindt, Roy y Morrison. El método tradicional consisten en introducir polvo de molibdenita en una disolución concentrada de N-butil Litio y sonicar en un baño de agua con ultrasonidos durante varias horas en atmósfera inerte
Durante este proceso, electrones procedentes del litio se introducen entre las diferentes capas del material. Esto aumenta las cargas negativos entre las capas que, normalmente se mantienen unidas por fuerzas de van deer waals.
Esta transferencia de electrones produce una gran cantidad de defectos en las capas de MoS2 y cambia la fase de H a una mezcla de H, T y T'. La gran relación área/Volumen, la alta concentración de defectos de azufre y el bajo nivel de toxicidad hacen de este material un buen catalizador para la generación de hidrógeno.

### Obtención de la fase semiconductora
Una de las grandes diferencias que tienen los TMDs con respecto al grafeno es su carácter semiconductor, que es ampliamente deseado en nanotecnología. 
Existen muchas maneras de obtener la fase semiconductora. Entre ellas destaca principalmente el método CVD (del inglés: Chemical Vapor deposition) y la exfoliación en fase líquida.
La producción de MoS2 a través del método CVD consiste en añadir unos reactivos (e.g. MoO3 y azufre) a altas temperaturas. Este proceso tiene como característica principal, su gran calidad y grandes áreas (varias micras de diámetro normalmente) . También pierde su carácter anisotrópico debido a la aparición de límites de dominio si no se utiliza un substrato apropiado
Otro método, más sencillo, sin la necesidad de un reactor, y de fácil producción en el laboratorio es la exfoliación líquida con ultrasonidos. NMP o-DCB o DMF cómo bien demostró el grupo de Coleman en 2015.
De hecho, se demostró que el proceso de exfoliación dependía de la tensión superficial del disolvente. Ese mismo año, Tagmatarchis propuso la exfoliación en superácidos obteniendo mayor calidad del material.
En este último proceso, los protones del superácido protonan, pero no oxidan, los azufres sobre las capas de los TMDs generando una gran cantidad de cargas positivas entre las diferentes capas aislando monocapas y oligocapas.

### Funcionalización
Desde 2013 se ha estado estudiado en profundidad las formas de aumentar las propiedades de los TMDs. Aumentar su capacidad para intercambiar electrones, estabilidad, reducción del número de defectos, solubilidad o la realización de híbridos para conversión de energía útiles en energía solar son las principales causas de esta área de investigación.
Comúnmente se han empleado tioles primarios para añadir los sulfuros en los defectos de azufre con el fin de aumentar la solubilidad, acercarse a las propiedades teóricas del conductividad y aumentar/reducir su carácter electron-donor, electron-acceptor. Otas funcionalizaciones cómo adición de sales de diazonio o halogenuros destruyen la superficie de los TMDs para llevar a cabo la funcionalización. La parte positiva de estas últimas reacciones es que son capaces de cambiár la fase de metálica a semiconductora.
En 2017 se llevó a cabo la funcionalización  de TMDs a través de la adicón de 1,2-ditiolanos. Este método de funcionalización esta pensada para materiales exfoliados y, al igual que la adición de tioles utiliza las vacancias de azufre para llevar a cabo la reacción con los azufres del 1,2 ditiolano. Para que la reacción dé lugar, es necesario que los dos azufres interaccionen con vacancias de azufre, ya sean con el mismo metal de transición o con el adyacente, en ambos casos se forma un fuerte efecto quelante con un enlace medianamente fuerte. Esta reacción, pues, sólo puede llevare  cavo en los lugares donde el MoS2 tiene una gran cantidad de defectos, es decir, en los bordes, preservando todas las propiedades deseadas de los TMDs.  Actualmente, el 1,2-ditiolano más utilizado es el ácido lipoico, el cual puede reaccionar con una gran cantidad de compuestos a través de reacciones de química orgánica. Esto permite combinar los TMDs con una gran cantidad de compuestos orgánicos a través de enlaces covlente y no covalente.